# Armenië op het Eurovisiesongfestival 2020
Armenië zou deelnemen aan het Eurovisiesongfestival 2020 in Rotterdam, Nederland. Het zou de 14de deelname van het land aan het Eurovisiesongfestival geweest zijn. ARMTV was verantwoordelijk voor de Armeense bijdrage voor de editie van 2020.

## Selectieprocedure
Op 5 november 2019 bevestigde de Armeense openbare omroep te zullen deelnemen aan het aankomende Eurovisiesongfestival. Tevens maakte de omroep de selectieprocedure bekend. De ARMTV zette wederom in op de nationale finale Depi Evratesil, dat in 2017 en 2018 ook diende als nationale voorronde. In 2019 werd zangeres Srbuk intern geselecteerd, maar zij haalde (net als zanger Sevak Chanagian in 2018) de finale niet. 
Geïnteresseerden konden zich tot uiterlijk 31 december 2019 bij de omroep worden registeren. Er werden uiteindelijk 53 inzending ontvangen. Dit aantal werd door de omroep teruggebracht naar twaalf. Op 29 januari 2020 werden hun namen vrijgegeven.
De nationale finale vond plaats op 15 februari 2020. De Armeens-Griekse Athena Manoukian ging met de zegepalm aan de haal. Ze won zowel de stemming van de nationale als van de internationale vakjury. In de sms-stemming werd ze derde, maar de voorsprong op nummer twee, Erna Tamazian was groot genoeg om te winnen. Vladimir Arzumanian, winnaar van het Junior Eurovisiesongfestival 2010, werd derde. 

## Depi Evratesil 2020
15 februari 2020
| Plaats | Artiest                        | Lied                     | Punten |
| ------ | ------------------------------ | ------------------------ | ------ |
| 1      | Athena Manoukian               | Chains on you            | 168    |
| 2      | Erna Tamazian                  | Life faces               | 120    |
| 3      | Vladimir Arzumanian            | What's going on mama     | 118    |
| 4      | Miriam Baghdassarian           | Run away                 | 108    |
| 5      | Gabriel Jeeg                   | It's your turn           | 99     |
| 6      | Tokionine                      | Save me                  | 96     |
| 7      | Sergej & Nickolaj Haroetjoenov | Ha, take a step          | 96     |
| 8      | Karina Evn                     | Why?                     | 84     |
| 9      | Eva Rida                       | No love                  | 84     |
| 10     | Agop                           | Butterflies              | 75     |
| 11     | Arthur Aleq                    | Heaven                   | 65     |
| 12     | Music Hayk                     | What it is to be in love | 57     |

## In Rotterdam
Armenië zou aantreden in de tweede halve finale, op donderdag 14 mei 2020. Het Eurovisiesongfestival 2020 werd evenwel geannuleerd vanwege de COVID-19-pandemie.
2006 · 2007 · 2008 · 2009 · 2010 · 2011 · 2012 · 2013 · 2014 · 2015 · 2016 · 2017 · 2018 · 2019 · 2020-2021 · 2022 · 2023 · 2024 · 2025
Albanië · Armenië · Australië · Azerbeidzjan · België · Bulgarije · Cyprus · Denemarken · Duitsland · Estland · Finland · Frankrijk · Georgië · Griekenland · Ierland · IJsland · Israël · Italië · Kroatië · Letland · Litouwen · Malta · Moldavië · Nederland · Noord-Macedonië · Noorwegen · Oekraïne · Oostenrijk · Polen · Portugal · Roemenië · Rusland · San Marino · Servië · Slovenië · Spanje · Tsjechië · Verenigd Koninkrijk · Wit-Rusland · Zweden · Zwitserland